# Nishiyama Sōin
Nishiyama Sōin est un nom japonais traditionnel ; le nom de famille (ou le nom d'école), Nishiyama, précède donc le prénom (ou le nom d'artiste).
Nishiyama Sōin (西山 宗因), né Nishiyama Toyoichi (西山 豊一, 28 mars 1605, province de Higo-5 mai 1682 à Kyoto) est un poète japonais du shogunat Tokugawa, fondateur de l'école Danrin de Haikai no renga (俳諧の連歌).

## Biographie
Sōin est un samouraï au service du daimyō Katō Masakata, puis il est rōnin en 1632 et devient moine. En 1670, il commence à écrire de la poésie haikai dans le style danrin, ce qui provoque la critique des poètes de l'école Teimon.

## Originalité
L'école Danrin, du nom du poème Danrin toppyaku (1675), donne au poète une plus grande liberté dans les thèmes, les métaphores, le ton et la composition poétique que ne le permettait auparavant l'école Teimon de Matsunaga Teitoku (1571-1654). Elle tend à s'éloigner de la gravité livresque populaire dans la poésie japonaise de l'époque et à s'approcher des gens du commun, insufflant un esprit de plus grande liberté dans la poésie. Les haïkaï (renga comiques) de Sōin constituent une transition entre la légèreté et l'habileté des haïkaï de Matsunaga Teitoku et le renku plus grave et plus esthétique de l'école Shōmon de Matsuo Basho (1644-1694).
Parmi les élèves de Nishiyama Sōin, on compte Matsuo Bashō, jusqu'à ce qu'il établisse l'école Shōmon et le poète haikai et romancier, Ihara Saikaku (1642-1693).

## Œuvres
- Saiō toppyaku-in, séries de cinq vers (entre 1661-1670)
- Danrin toppyaku-in, séries de cinq vers danrin (vers 1675)

## Source de la traduction
- (es) Cet article est partiellement ou en totalité issu de l’article de Wikipédia en espagnol intitulé « Nishiyama Sōin » (voir la liste des auteurs).